# Hipogonadyzm
Hipogonadyzm – termin medyczny określający defekt układu rozrodczego skutkujący dysfunkcją gonad (jajników lub jąder). Nieczynne gonady nie produkują hormonów (testosteronu, estradiolu, MIF – macrophage migration inhibitory factor, progesteronu, inhibiny B) ani gamet (jaj i plemników). Niedobór hormonów skutkuje niewykształceniem się drugorzędowych i trzeciorzędowych cech płciowych.
Hipogonadyzm może być:
- pierwotny (hipergonadotropowy)[2] – jeśli doszło do strukturalnego uszkodzenia gonady i nie jest ona zdolna do produkcji wystarczającej ilości hormonów
- wtórny (hipogonadotropowy)[3] – jeśli doszło do znacznego obniżenia lub braku hormonów gonadotropowych.

W pierwotnym hipogonadyzmie stężenie gonadotropiny jest wysokie (np. zespół Klinefeltera) i podawanie gonadotropiny jest bezcelowe.
We wtórnym hipogonadyzmie (np. zespół płodnego eunucha) podanie gonadotropiny może spowodować odpowiedź gonad na stymulację – podwyższeniu mogą ulec poziomy hormonów płciowych.

## Objawy
- niepłodność